# Hans Jørgensen Sadolin
Hans Jørgensen Sadolin, född omkring 1530, död omkring 1600, var en dansk präst, son till biskop Jørgen Jensen Sadolin.
Sadolin studerade i Wittenberg samt blev 1556 präst och 1561 prost på Lolland, men avsattes 1576 för otuktigt leverne och satt i fängelse till 1580. 
Sadolin ansågs vara en förträfflig latinsk skald, författade gudliga och didaktiska dikter samt episka sånger och utnämndes 1570 till poëta laureatus. 